# Westlake (Texas)
Westlake é uma vila localizada no estado norte-americano do Texas, no Condado de Denton e Condado de Tarrant.

## Demografia
Segundo o censo norte-americano de 2000, a sua população era de 207 habitantes.
Em 2006, foi estimada uma população de 207, um aumento de 0 (0.0%).

## Geografia
De acordo com o United States Census Bureau tem uma área de 17,3 km², dos quais 17,1 km² cobertos por terra e 0,2 km² cobertos por água.

## Localidades na vizinhança
O diagrama seguinte representa as localidades num raio de 8 km ao redor de Westlake.